# Homapoderus ghanensis
Homapoderus ghanensis es una especie de coleóptero de la familia Attelabidae.

## Distribución geográfica
Habita en Ghana.